# Video Phone
Video Phone je píseň americké R&B zpěvačky Beyoncé. Píseň pochází z jejího třetího alba I Am… Sasha Fierce. Lady Gaga pro tuto píseň udělala remix, který můžete slyšet i ve videu.

## Hitparáda
| Žebříček    | Příčka |
| ----------- | ------ |
| Anglie      | 58     |
| USA         | 65     |
| Nový Zéland | 32     |
| Austrálie   | 31     |
| Španělsko   | 26     |